# Сфінцишорі
Сфінцишо́рі (рум. sfințișori — «маленькі святі») або мучени́чі (рум. mucenici — «мученики») — страва молдовської та румунської кухонь. Вона є традиційною випічкою, що готується на день Сорока Севастійських мучеників, який святкується в Молдові та Румунії 9 березня (22-го за юліанським календарем).

## Опис
Характерною рисою сфінцишорів та мученичів є їх форма: традиційно вони робляться у формі «вісімки». Традиційно жінки у свято виготовляють 40 мученичів, а чоловіки випивають 40 склянок вина. 
В різних регіонах вони виглядають по-різному. В Молдові їх називають «сфінцишорі» та роблять пухкими, з борошна, яєць, молока, цукру та дріжджів. Їх також вкривають медовою глазур'ю та посипають подрібненими горіхами або кокосовою стружкою. 

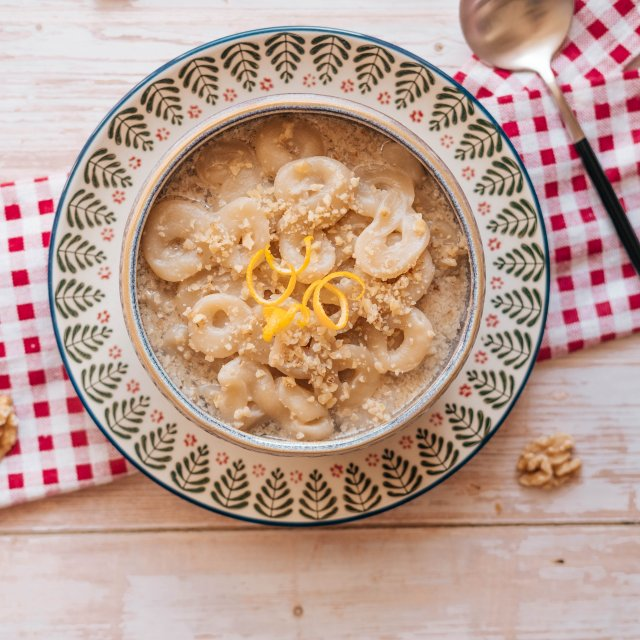
Мунтенські мученичі

В Добруджі та Мунтенії їх називають «мученичі» та варять у воді, що символізує озеро, в якому стояли Сорок мучеників. Туди також додають корицю та горіхи.